# نيت سينغلتون
نيت سينغلتون (بالإنجليزية: Nate Singleton)‏ هو لاعب كرة قدم أمريكية أمريكي، ولد في 5 يوليو 1968 في نيو أورلينز في الولايات المتحدة.

## وصلات خارجية
- نيت سينغلتون على موقع مرجع كرة القدم المحترفة.كوم (الإنجليزية)